# Michelle Carter
Michelle Denee Carter (12 d'octubre de 1985) és una esportista estatunidenca que competeix en llançament de pes, campiona olímpica en Rio de Janeiro 2016.

## Palmarès
| Any  | Competició    | Lloc           | Medalla | Categoria         |
| ---- | ------------- | -------------- | ------- | ----------------- |
| 2016 | Jocs Olímpics | Rio de Janeiro | 1       | llançament de pes |